# Giovanni Lomazzi
Giovanni Lomazzi (Antegnate, 5 luglio 1853 – Ghirla, 9 luglio 1925) è stato un orafo italiano.
Giovanni Lomazzi è uno dei più famosi bronzisti, cesellatori italiani del XIX secolo.

## Biografia

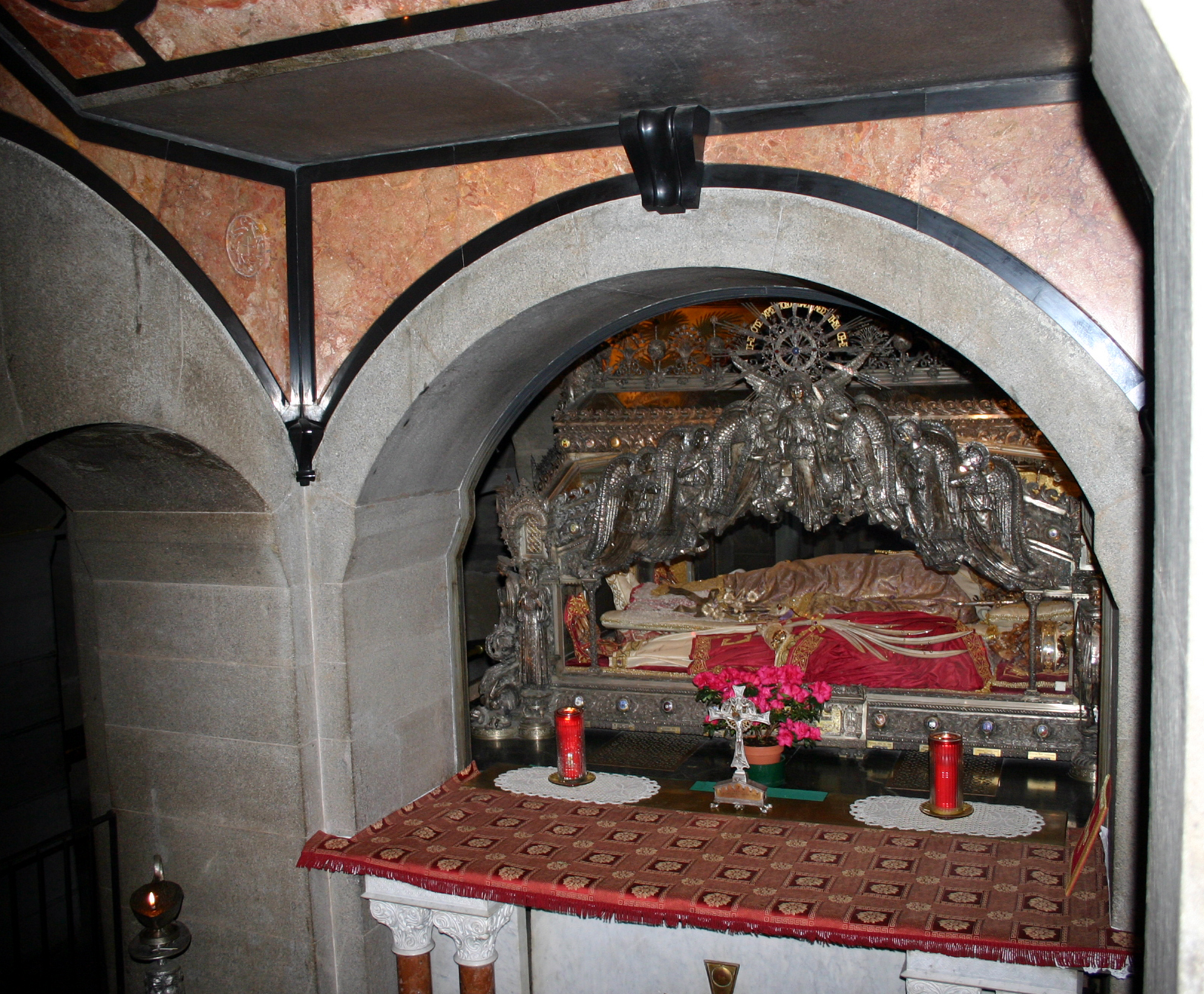
Urna conservata nella cripta di Sant'Ambrogio a Milano, realizzata da Giovanni Lomazzi (1897)

Giovanni Lomazzi è il figlio di Maria Frigerio e Angelo Lomazzi. Originario di una famiglia modesta dovette iniziare a lavorare fin da giovane, e cominciò presso la società Omnibus di Milano dove già lavorava il padre. Ha l'occasione di svolgere un apprendistato presso la fonderia di Giuseppe Speluzzi e nel 1874 si reca a Venezia per svolge un apprendistato di un anno come cesellatore presso la ditta Michieli. Durante il suo soggiorno nella città lagunare incontra Giuseppina Moroni Vernier che sposò nella Chiesa parrocchiale di Santo Stefano Protomartire il 4 gennaio 1876. Dopo alcuni anni trascorsi a Venezia a lavorare come cesellatore con Pietro Tis, decise di rientrare a Milano con la famiglia.
Nel 1883 creò la ditta di fonderia artistica e studio di cesello di "Giovanni Lomazzi" alla quale collaboraro anche i figli Mario (1884-1969), Tullio (1889-1969), Italo (1893-1973), Ferruccio e Irma. Di tutti i suoi figli il più conosciuto è Mario, non solo perché fu forse il più attivo nell'azienda ma anche perché sposò Maria Mariani, figlia adottiva del famoso pittore Pompeo Mariani che conobbe mentre lavorava alla Villa Mariani di Bordighera insieme al padre. Fu proprio Mario a chiudere la ditta nel 1963.
Durante gli 80 anni di attività dell'azienda numerosi furono i lavori eseguiti e di alto pregio, ma purtroppo non è possibile ritrovarli tutti perché alla chiusura della ditta gran parte del catalogo e dei disegni preparatori andarono perduti. Tuttavia fra i più famosi si ricordano i preziosi decori in argento realizzati per il leggio dell'altare di Donatello nella Basilica di Sant'Antonio di Padova eseguite su progetto di Camillo Boito nel 1895 e la famosa Urna di Sant'Ambrogio disegnata da Ippolito Marchetti e realizzata nel 1897. Per questa sua opera, ancora oggi conservata nella cripta della Basilica di Sant'Ambrogio, Lomazzi ricevette, il 24 settembre 1904 da Papa Leone XIII, il titolo di Cavaliere dell'Ordine di San Silvestro Papa.
Ha anche inciso delle medaglie
Giovanni Lomazzi si spense il 9 luglio 1925 a Ghirla in Valganna.